# Nelson Luís Kerchner
Nelson Luís Kerchner (São Paulo, 31 december 1962), ook wel kortweg Nelsinho genoemd, is een voormalig Braziliaans voetballer.

## Carrière
Nelsinho speelde tussen 1981 en 1995 voor São Paulo, Flamengo, Corinthians en Kashiwa Reysol.

## Braziliaans voetbalelftal
Nelsinho debuteerde in 1987 in het Braziliaans nationaal elftal en speelde 17 interlands, waarin hij 1 keer scoorde.